# Sacachún
La Comuna de Sacachún se encuentra ubicada a 87 kilómetros de la ciudad de Guayaquil y a 50 kilómetros de su capital Santa Elena, se ingresa por el recinto Buenos Aires cercana a la comuna Zapotal, que antiguamente pertenecía a la provincia del Guayas, y desde el 7 de noviembre del año 2007 forma parte de la provincia de Santa Elena; que es una de las más jóvenes entre las 24 provincias actuales que posee el Ecuador. Sacachún constituye un territorio de carácter ancestral. La presencia de vestigios arqueológicos, sistemas constructivos vernáculos, áreas simbólicas y naturales, memorias y tradiciones locales marcan y caracterizan esta comuna, poblada en su mayoría por adultos mayores, portadores de saberes y conocimientos heredados.

## Toponimia
Sacachún siempre fue conocido con este nombre, aunque en algunos documentos se lo escribe Sacachul –con una “l” al final–,por el cauce de río intermitente que pasa a un lado del poblado y provee de agua a los habitantes; el rio Canchul, Los habitantes del lugar, queriendo guardar su nombre que pasa por su caserío, llamarían a su pueblo Sacachul. Pero los investigadores coinciden que este cambio posiblemente responde a un error ortográfico. Como dice don Sergio González, sin necesidad de tanto análisis: “En las actas se equivocó ese man”. En el mapa colonial consta este error y una de las directivas de la comuna (1962), quiso cambiarlo por el nombre original. Al respecto, doña María Italia Tomalá aclaró: “La gente no le ha querido cambiar de nombre”. Los comuneros cuentan que el reemplazo de la letra “n” por la “l”, en algunos documentos, se debió posiblemente a que el río Cachul o Cachún atraviesa por las inmediaciones del territorio comunal, pero nadie supo explicar por qué se agregó a este nombre el prefijo “Sa”. A pesar de la inexistencia de las referencias exactas en cuanto al nombre de la comuna, todos los vecinos concuerdan en que a la zona llegaron gentes de todas partes y así se conformaron nuevos referentes territoriales y comunitarios.

## Historia

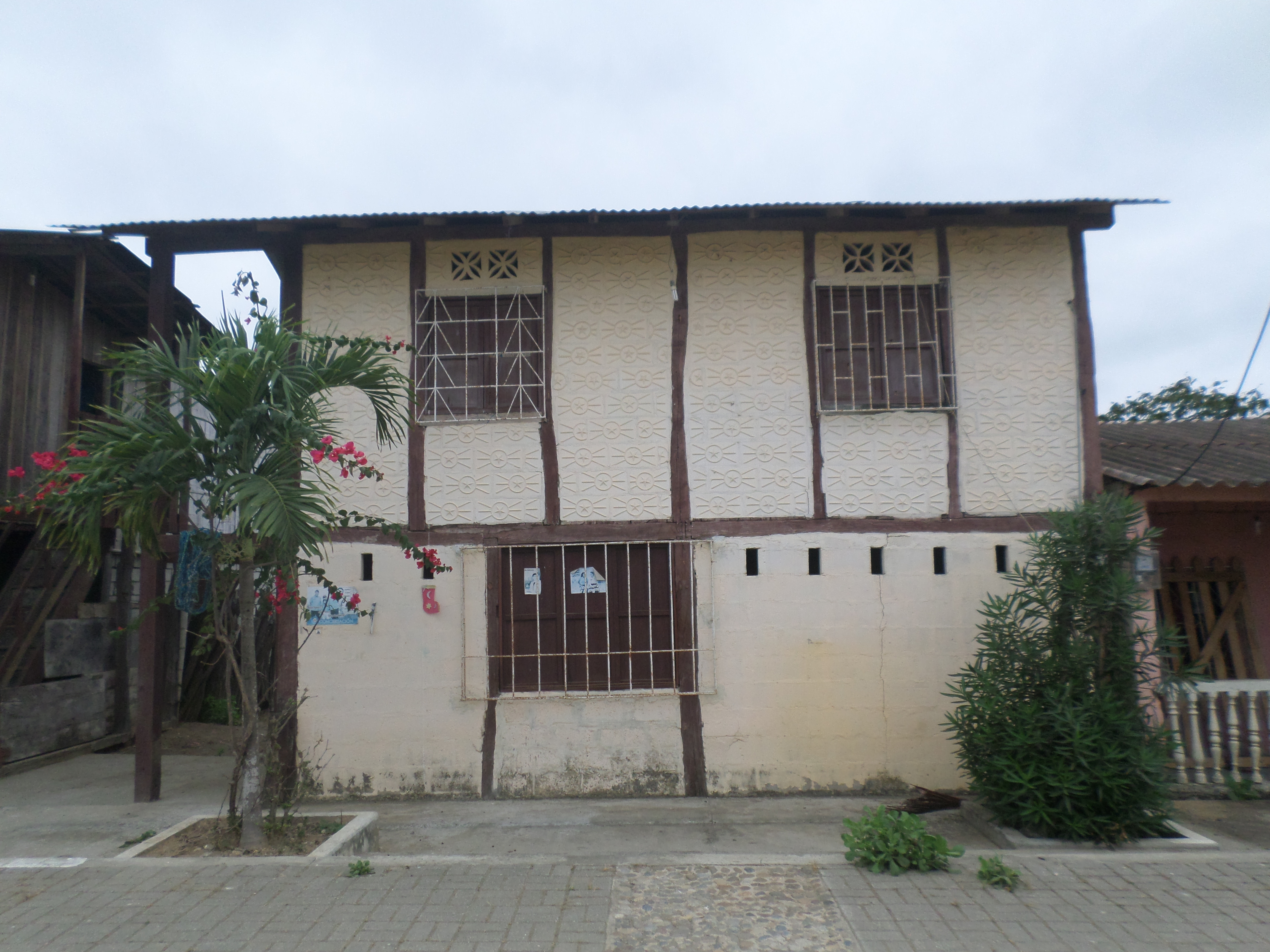
Vivienda típica de la comuna

El nombre de Sacachún es muy antiguo y aparece formalmente en documentos coloniales como sitio, alrededor de 1764. Hoy, corresponde a la comuna Sacachún, que comprende una extensión de 12.822,68 hectáreas. El historiador Francisco Huerta Rendón quien tuvo noticias de dicha escultura de un cholo que le habló acerca de una figura de piedra que propiciaba lluvias, buenas cosechas, sanaba a los enfermos, cuidaba las casas, velaba por la prosperidad y por la seguridad de sus devotos. Huerta acude al poblado y conoce la escultura. Hace amistad con la gente del recinto y una noche un hombre le confiesa que San Biritute a más de hacer llover, hace regresar las menstruaciones suspendidas. Por las noches, la mujer completamente desnuda debía frotarse el cuerpo contra el monolito. Entonces, a fines de 1952, Huerta Rendón fue con monseñor Silvio Luis Haro, quien intentó convencer a los nativos que les entregaran a Biritute a cambio de imágenes cristianas, pero los cholos  no quisieron y más bien les dijeron: Si es indecente, ¿para qué se lo quieren llevar?.
El carbón fue una actividad realizada en su momento por casi todos los comuneros de Sacachún. Esta práctica produjo por un lado un trasfondo ambiental y socioeconómico que se reflejó en la vigencia de un modelo de desarrollo extractivista. Los pobladores empezaron a sustituir sus actividades tradicionales para volcarse a la tala intensiva de los bosques ante la gran demanda de carbón, lo que en gran medida generó una crisis ambiental y sostuvo la sequía intensa que afectó a toda la península de Santa Elena. El robo de San Biritute representó una etapa de decadencia. Para los sacachuneños, significó el fin de la prosperidad. Así lo reconoce don Nicolás Tigrero, quien afirma que antes sí llovía y “porque sacábamos los árboles vino la sequedad, pero cuando se fue San Biritute fue peor”. Así se corrobora en los libros de la comuna, donde se evidencia el tratamiento de este tema y el de la tala de árboles en distintas asambleas a partir de la década de los años cincuenta.
Ese mismo año en 1952, por órdenes de las autoridades políticas y eclesiásticas, un grupo de militares armados ingresó de forma violenta a la comuna de Sacachún, parroquia Julio Moreno, en la provincia de Santa Elena, para sacar un monolito de 2,35 metros de altura, tallado en conglomerado marino, y considerado como la figura antropomorfa prehispánica más grande hallada en el Ecuador. Los pobladores la conocían como San Biritute y estaba relacionada directamente con la dinámica cultural, socioeconómica y ambiental de la zona. Inicialmente, el monolito fue llevado a la Avenida 10 de Agosto de la ciudad de Guayaquil y luego trasladado al Museo Municipal de la misma ciudad. Estas órdenes posiblemente respondieron a prejuicios religiosos y etnocéntricos, que desde una mirada occidental, no comprendían ni aceptaban las creencias y cosmovisiones que giraban alrededor de San Biritute, tan apreciado en cambio por los habitantes de la zona, para quienes representaba la lluvia, amor y fertilidad. Además, estaba íntimamente ligado a conocimientos sobre el uso adecuado de las fuentes hídricas, la relación con la naturaleza, la memoria colectiva y las formas tradicionales de economía como la agricultura y la ganadería. Finalmente, el 23 de febrero de 2010, el presidente de la comuna, señor Francisco Lino González, entregó la petición para la recuperación de San Biritute al Instituto Nacional de Patrimonio Cultural. A partir de este hecho, se realizaron las gestiones respectivas que culminaron con la entrega del monolito a Sacachún por parte de la Alcaldía de Guayaquil, el 16 de julio de 2011.

## San Biritute

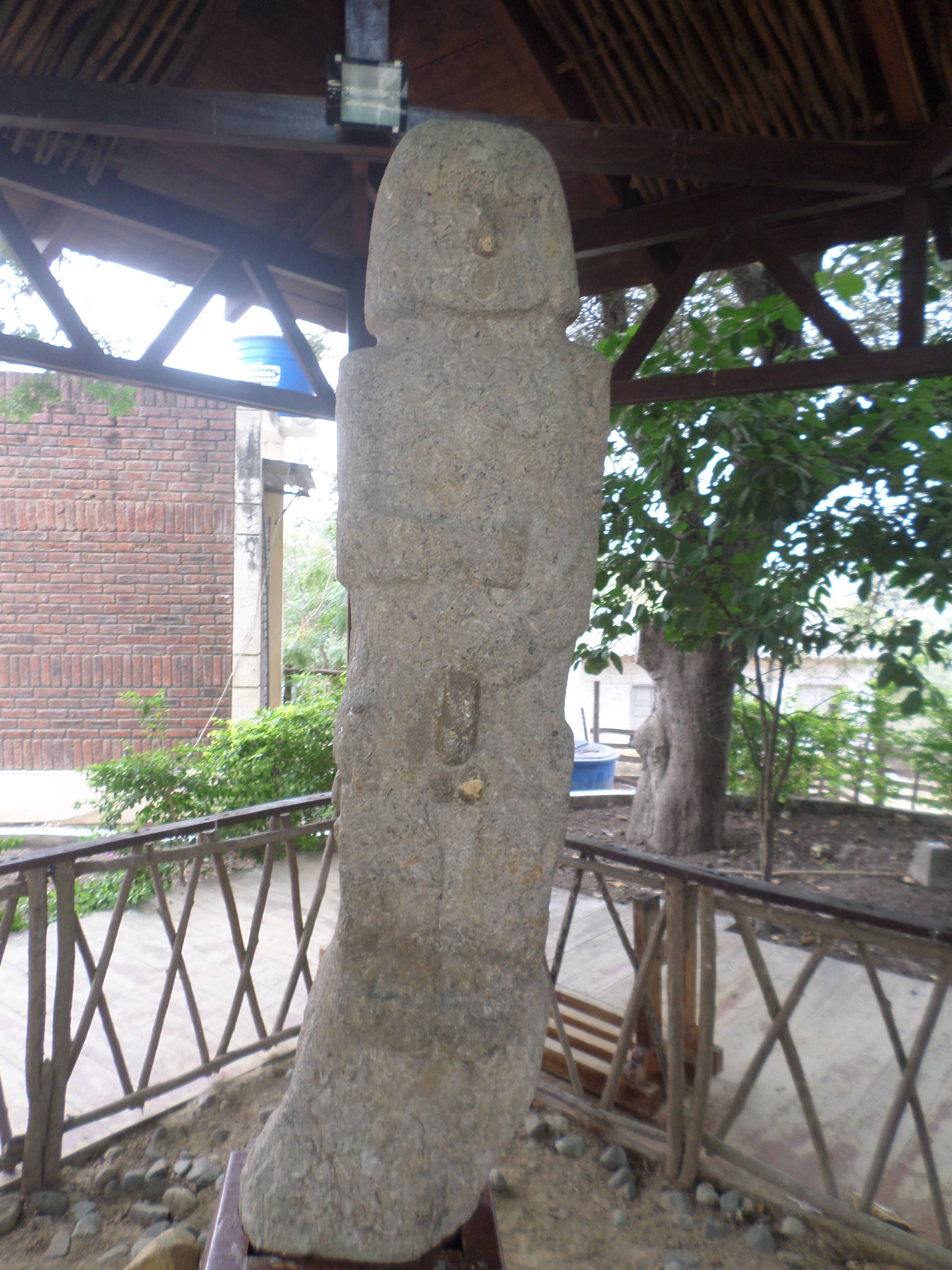
San Biritute en Sacachún

San Biritute es un tótem de piedra conformada por un conglomerado marino de hace más de dos millones de años, que representa al dios de la lluvia, la fertilidad y amor. Fue tallado por los manteños-huancavilcas en el año 1200 de nuestra era. El nombre de San Biritute, la tradición oral asegura que se lo pusieron los antepasados, los bisabuelos que lo encontraron, pero nadie explica el porqué. El profesor Francisco Huerta Rendón explica que "biritute" no tiene relación con ninguno de los idiomas originarios de la zona del Guayas, lo relaciona con la palabra "viritutis" que significa masculinidad u hombría, con el hecho de que la escultura tenga el miembro viril sobredimensionado. Presume que dicho nombre tiene que ser obra de algún sacerdote, diciéndole a sus comuneros: !Este es San Viritutis!. Según Huerta el pequeño cambio lo hicieron los comuneros con el pasar del tiempo. San Biritute no es una escultura típica católica, sino una escultura que corresponde a las características físicas de los hombres del lugar, desde el principio fue censurado por la iglesia por su inmenso falo; censurado porque se ha interpretado  en ello algo no religioso, ni espiritual, por eso los lugareños han tenido que ser cautos con los religiosos a tal punto que lo acogieron al monolito como un "santo" al que asociaron con algo concreto que sucedió; la lluvia para fecundar la tierra. El impacto fue tan grande que lo percibieron como símbolo de fertilidad, ya se conocía en todos los pueblos de la Península de Santa Elena, hay una historia que sucedió y que los bisabuelos transmitieron a sus descendientes, según Don Ambrosio cuenta lo siguiente:

«Como dijeron que San Biritute era milagroso, había un par de casados pero no tenían hijos. Un día le dice el marido a la muer: "Vamos a ver a si San Biritute nos hace el milagro". Dicen que se han ido alas doce de la noche...(Es que no es a cualquier hora, es a las doce de la noche). Se habían ido en paños menores, lo sobaron el y ella y se fueron a la casa, a la cama, a hacer el amor. Eso contaban. Y después sintieron que ya estaba la barriguita. Eso fue en ese tiempo que le trajeron a San Biritute. Yo cuento lo que mis antepasados me contaron, porque la mentira no le sirve de nada a uno y sabemos de quien es la mentira y no es de Dios, por eso es que ahora sacan que a San Biritute hace dar a luz a la mujer... pero fue con la fe que ellos pusieron... Eso fue verdad, no fue mentira».

Era el dios de la fertilidad "algunos tuvieron hasta 12 hijos"; de las cosechas y de lluvias abundantes, que ya no se dan. Pero tienen una vida larga y rutinaria, entre el trabajo y las dolencias de la edad. Y no se quejan. En el parque central, el altar del monolito, un rótulo guarda una profecía. “Cuando vuelva San Biritute regrasarán los jóvenes, la prosperidad, la fertilidad... Que así sea”. Y aquí siguen esperando. Desde la  llegada de visitantes a este poblado para conocer al famoso dios de la fertilidad y el amor, el cual, según dicen, tiene como mayor poder el ayudar a las mujeres a que salgan embarazadas, indicó Francisco Lino, presidente de la comuna:

«En los últimos meses hemos visto que han llegado mujeres a agradecer a San Biritute porque van a tener un hijo. Eso quiere decir que vinieron previamente a solicitar el favor que les fue concedido».

## Sus habitantes
El trabajo en Sacachún gira alrededor de la agricultura y la ganadería. Estas actividades se han transmitido durante generaciones y, por esta razón, implican un conjunto de conocimientos y técnicas tradicionales heredadas. Con respecto al desarrollo de las actividades pecuarias productivas en Sacachún, cabe indicar que, en julio de 2010, el MAGAP empezó un programa de manejo de la ganadería, tomando en cuenta los conocimientos ancestrales heredados, pero incorporando técnicas que permitieran que dicha actividad se convirtiera en un negocio en marcha, generador de ingresos económicos.
En la comuna de Sacachún hay dos fenómenos relacionados con esta baja densidad demográfica: el envejecimiento de la población y el despoblamiento  o emigración. Se toma en cuenta primero las características propias de la población sacachuneña, la cual presenta tres componentes o espectros sociales: el primero se refiere a los residentes, moradores permanentes del centro poblado o principales. Se identifica a 28 familias, que representan a 92 personas, con un promedio de 3,3 miembros por unidad familiar. El segundo espectro son los miembros afiliados jurídicamente a la comuna, los comuneros que no necesariamente viven en el pueblo. Son 179 personas que representan a sus respectivas familias y que, como promedio, cuentan con 3,3 miembros por familia, dando como resultado una población estimada de 629 personas.